# Christian de Portzamparc

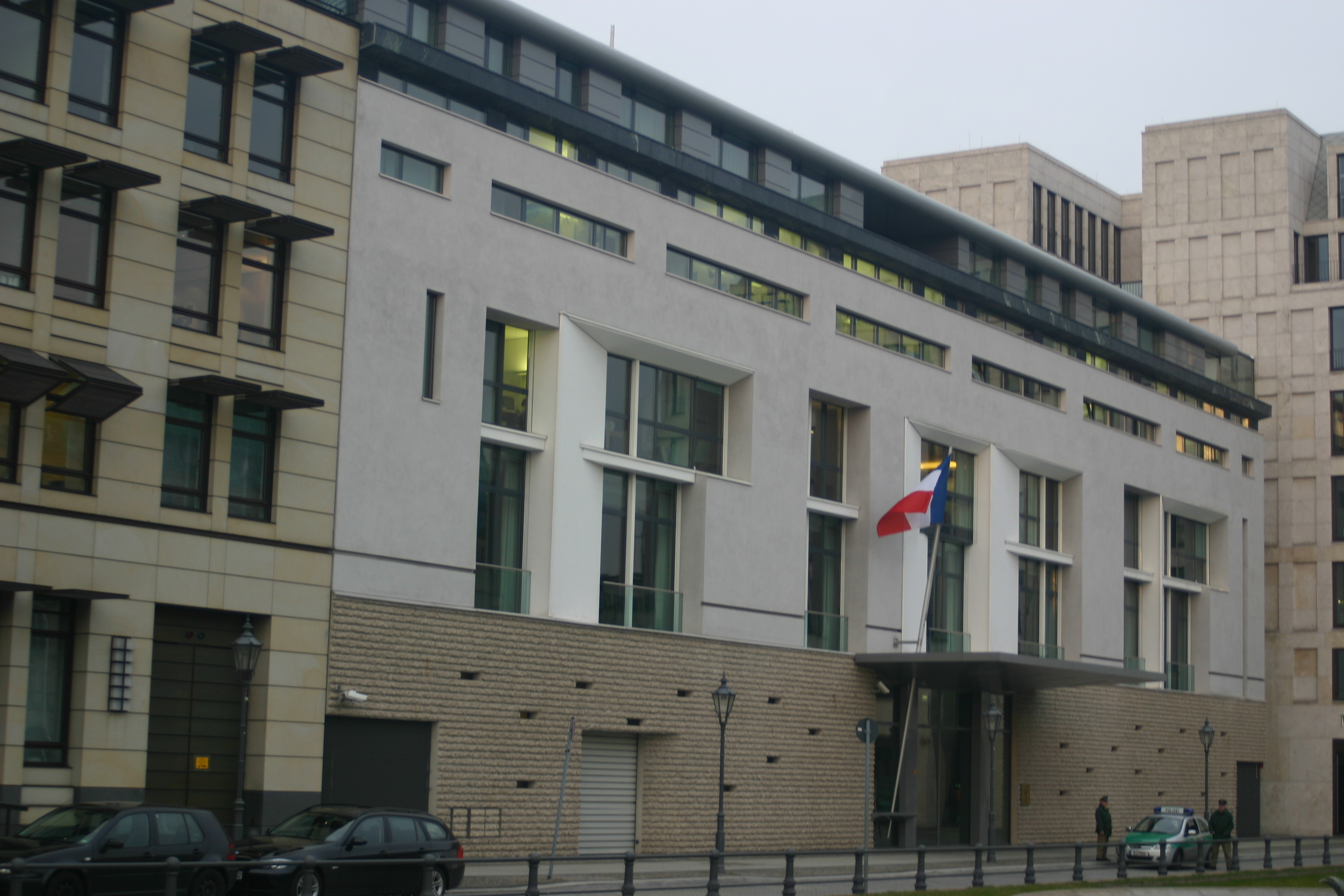
Francouzská ambasáda v Berlíně

Christian de Portzamparc, celým jménem Christian Urvoy de Portzamparc (* 9. května 1944, Casablanca, Maroko) je francouzský architekt a urbanista. V roce 1994 získal jako první francouzský architekt Pritzkerovu cenu.

## Životopis
Christian Urvoy de Portzamparc se narodil 9. května 1944 v hlavním městě Maroka Casablance v rodině francouzských rodičů bretaňského původu. Několik měsíců po jeho narození se rodina přestěhovala do Marseille.
V letech 1962–1969 studoval na École nationale supérieure des beaux-arts v Paříži a strávil rok studia teorie architektury a historie na Columbia University v New Yorku (1966).
V roce 1970 založil v Paříži vlastní architektonický ateliér.

## Dílo
Prvním jeho významným zrealizovaným projektem byl vodojem v Noisiel u Paříže (1971–1974). Následovala veřejná výstavba sociálních bytů ve 13. obvodu v Paříži (1975–1979). Většina jeho staveb se nachází ve Francii. Z jeho realizací jsou nejvýznamnější:
- Taneční škola Pařížské opery, Nanterre, Francie, 1983–1987
- Cité de la musique, Paříž, Francie, 1984–1995
- Rozšíření Musée Bourdelle, Paříž, 1988–1992
- Bytový komplex Nexus II, Fukuoka, Japonsko, 1989–1992
- Mrakodrap Crédit Lyonnais, Lille, Francie, 1991–1995
- Budova soudu, Grasse, Francie, 1993–1999
- Kulturní centrum Les Champs-Libres, Rennes, Francie, 1993–2006
- Obnova Kongresového paláce, Paříž, 1994–1999
- Mrakodrap LVHM, New York, USA, 1995–1999
- Koncertní síň Lucemburk, Lucembursko, 1996–2003
- Velvyslanectví Francie, Berlín, Německo, 1997–2003
- Obchodní a obytné centrum De Citadel, Almere, Nizozemsko, 2000–2006
- Tour Granite pro Société générale, La Défense, Francie, 2001–2008
- Sídlo novin Le Monde, Paříž, Francie, 2001–2004
- Muzeum Hergé, Louvain-la-Neuve, Belgie, 2001–2009
- Koncertní síň Cidada de Musica, Rio de Janeiro, Brazílie, 2002–2007
- Sídlo Bouygues Immobilier, Issy-les-Moulineaux, Francie, 2004–2009

## Ocenění
- Cena francouzského Ministerstva urbanismu a dopravy, 1975
- Équerre d'Argent, 1988 (za Taneční školu Pařížské opery) a 1995 (za Cité de la musique)
- Řád umění a literatury, 1989
- Grand Prix d'Architecture města Paříže, 1990
- Stříbrná medaile Francouzské akademie architektů, 1992
- Grand Prix national d'Architecture, 1993
- Pritzkerova cena, 1994
- Grand Prix de l'urbanisme, 2004
- MIPIM Award, 2005 (za sídlo Le Monde)